# Mickey Kuhn
Theodore Matthew Michael Kuhn Jr. (Waukegan, Illinois, 21 de septiembre de 1932-Naples, Florida, 20 de noviembre de 2022) fue un actor estadounidense. Comenzó su carrera como actor infantil, activo en la industria cinematográfica durante la Época de Oro de Hollywood. Era conocido por interpretar a Beau Wilkes en Lo que el viento se llevó (1939).
También apareció en Juarez (1939), Lazos humanos (1945), Río Rojo (1948), y Flecha rota (1950). Dejó la industria cinematográfica en 1956, pero ese año hizo su última aparición como actor en el programa de televisión Alfred Hitchcock presenta.

## Biografía

### Carrera como estrella infantil
Nacido en Waukegan, Illinois de ascendencia alemana, hijo de Mickey Snr. y Pearl Hicks, alcanzó la fama como actor infantil en la década de 1930 y apareció junto a estrellas como Conrad Nagel y Leslie Howard, entre otros. Su primera fama llegó cuando ganó el papel al que optaban otros 100 actores infantiles para interpretar a Beau Wilkes (el hijo de los personajes de Leslie Howard y Olivia de Havilland, Ashley Wilkes y Melanie Hamilton), en Lo que el viento se llevó en 1939.
Luego apareció en Juarez (1939) junto a Bette Davis, como el hijo adoptivo de John Wayne en Río Rojo y luego en Flecha rota' protagonizada por James Stewart.
En la película Un tranvía llamado Deseo (1951), este papel le reuniría con Vivien Leigh doce años después de haber trabajado juntos por primera vez en Lo que el viento se llevó. En Un tranvía llamado Deseo, Kuhn interpretó a un marinero que dirige al personaje de Leigh, Blanche, al tranvía correcto que la llevará al barrio de su hermana al principio de la película. Por lo tanto, se le otorga la distinción de ser el único actor que compartió pantalla con Vivien Leigh en cada una de sus interpretaciones ganadoras del Premio de la Academia.

### Carrera naval
En la Marina, desde 1951 hasta 1955, Kuhn trabajó como electricista de aviones.

### Carrera posterior a la actuación
Kuhn dejó el negocio del cine en 1956 y trabajó para American Airlines (de 1965 a 1995) y el aeropuerto de Boston en puestos administrativos hasta su jubilación. Visitaba regularmente los festivales de cine que trataban de sus películas.
Tras el fallecimiento de Olivia de Havilland el 26 de julio de 2020, Kuhn, de 89 años, fue el último miembro del reparto de Lo que el viento se llevó. (Caren Marsh Doll y Patrick Curtis también viven, aunque sus papeles fueron sin acreditar). Kuhn fue también el último miembro superviviente del reparto de Un tranvía llamado deseo, así como de muchas de sus otras películas.
En 2017, Kuhn vivía en Naples, Florida y trabajaba como voluntario cuatro horas a la semana en un hospital local.

## Premios
En 2005, Kuhn recibió un Golden Boot Award, un galardón que se concede para reconocer las contribuciones significativas al wéstern.

## Filmografía
| Año  | Título                           | Papel                                                       |
| ---- | -------------------------------- | ----------------------------------------------------------- |
| 1934 | Change of Heart                  | Bebe adoptado (debut cinematográfico, sin acreditar)        |
| 1937 | A Doctor's Diary                 | Niño en el hospital                                         |
| 1939 | King of the Underworld           | Niño joven                                                  |
| 1939 | Juarez                           | Agustín de Iturbide y Green                                 |
| 1939 | S.O.S. Tidal Wave                | Buddy Shannon                                               |
| 1939 | When Tomorrow Comes              | Niño (sin acreditar)                                        |
| 1939 | Bad Little Angel                 | Bobby Creighton - a los 5 años (Sin acreditar)              |
| 1939 | Lo que el viento se llevó        | Beau Wilkes                                                 |
| 1940 | I Want a Divorce                 | David Holland, Jr.                                          |
| 1940 | Slightly Tempted                 | Niño (sin acreditar)                                        |
| 1941 | One Foot in Heaven               | Niño (sin acreditar)                                        |
| 1944 | Beneath Western Skies            | Teddy (Sin acreditar)                                       |
| 1945 | Roughly Speaking                 | John                                                        |
| 1945 | Lazos humanos                    | Niño en el lanzamiento del árbol de Navidad (sin acreditar) |
| 1945 | This Love of Ours                | Joven (Sin acreditar)                                       |
| 1945 | Dick Tracy                       | Junior                                                      |
| 1946 | Roaring Rangers                  | Larry Connor (Sin acreditar)                                |
| 1946 | The Strange Love of Martha Ivers | Joven Walter                                                |
| 1946 | The Searching Wind               | Sam de niño                                                 |
| 1946 | The Return of Rusty              | Marty Connors                                               |
| 1946 | Three Little Girls in Blue       | Farm boy                                                    |
| 1947 | High Conquest                    | Peter Oberwalder Jr.                                        |
| 1947 | Magic Town                       | Hank Nickleby                                               |
| 1948 | Red River                        | Joven Matt                                                  |
| 1949 | Scene of the Crime               | Ed Monigan, Jr.                                             |
| 1950 | Broken Arrow                     | Bob Slade (Sin acreditar)                                   |
| 1951 | That's My Boy                    | Estudiante (Sin acreditar)                                  |
| 1951 | A Streetcar Named Desire         | A Sailor                                                    |
| 1951 | On the Loose                     | Bob Vance                                                   |
| 1955 | The Last Frontier                | Luke                                                        |
| 1956 | Away All Boats                   | Seaman (último papel cinematográfico)                       |
| 1956 | Alfred Hitchcock Presents        | Bellhop/Ellerbee                                            |